# Карло Луїджі Спегаццині
Карло Луїджі Спегаццині (італ. Carlo Luigi Spegazzini; 1858 — 1926) — італійсько-аргентинський ботанік і міколог. 

## Життєпис
Навчався в Італії. Його перші публікації стосуються виноградних паразитичних грибів, характерних для північної Італії. 1879 року він переїхав до Південної Америки, де проводив дослідження грибів та сукулентних рослин у Бразилії, Патагонії та Ла-Платі. Він опублікував близько 100 статей про судинні рослини в аргентинських журналах. 
На честь вченого названо вид Akodon spegazzinii.